# Grotte del tempio Bingling
Le grotte del Tempio Bingling (cinese: 炳灵寺石窟 Bǐnglíng Sì shíkū) sono un complesso monumentale di grotte artificiali e sculture in pietra che formano un tempio buddista nel Gansu, provincia di Yongjing (永靖县), lungo il canyon sul Fiume Giallo a Liujiaxia (刘家峡).
L'intero complesso è formato da 34 grotte e 149 nicchie, con 694 sculture e 82 statue di terracotta, connesse da precarie scale lignee, e disposto su quattro piani. Punto focale principale, che sovrasta il sistema, è una gigantesca statua di Maitreya, il Buddha del Futuro, alta 27 metri.
L'inizio dei lavori di scavo coincide con la dinastia dei Jìn Occidentali e si concluse durante il periodo dei Sedici regni sotto i Qin Occidentali (西秦 Xī Qín, 385-431), nel 420.
Il nome originario delle grotte fu 唐述 tángshù, resa fonetica cinese della lingua Qiang Settentrionale (Máwō), parente stretta del Tanguto, per "grotte degli spiriti".
La statua di Maitreya si pone in continuità stilistica e cronologica rispetto al precedente Buddha di Bamiyan e alle posteriori Grotte di Yungang e Grotte di Longmen. È precedente per stile e periodo storico all'equivalente Maitreya seduto scolpito a Leshan.
In epoca Tang il complesso prese nome di 龙兴寺 Lóngxìng Sì, in epoca Song di 灵岩寺 Língyán Sì, mentre solo durante il regno di Yongle dei Ming prese definitivamente il nome di 炳灵寺 Bǐnglíng Sì. Il termine deriva dall'abbreviazione di "xiānbābǐnglíng", resa fonetica cinese del tibetano per "Mille Buddha" o "Terra dei 100.000 Maitreya"
Dopo la costruzione della statua di Maitreya lo scavo di altre grotte e nicchie proseguì lungo tutto il corso della storia cinese fino alla dinastia Qing.
Dal 1969 la base della valle è stata oggetto di una risistemazione idrografica, con l'edificazione della diga di Liujiaxia e il conseguente allagamento dell'area. Attualmente le grotte sono visitabili solo nei mesi estivi e autunnali, via acqua.